# Rum
För andra betydelser, se Rum (olika betydelser).

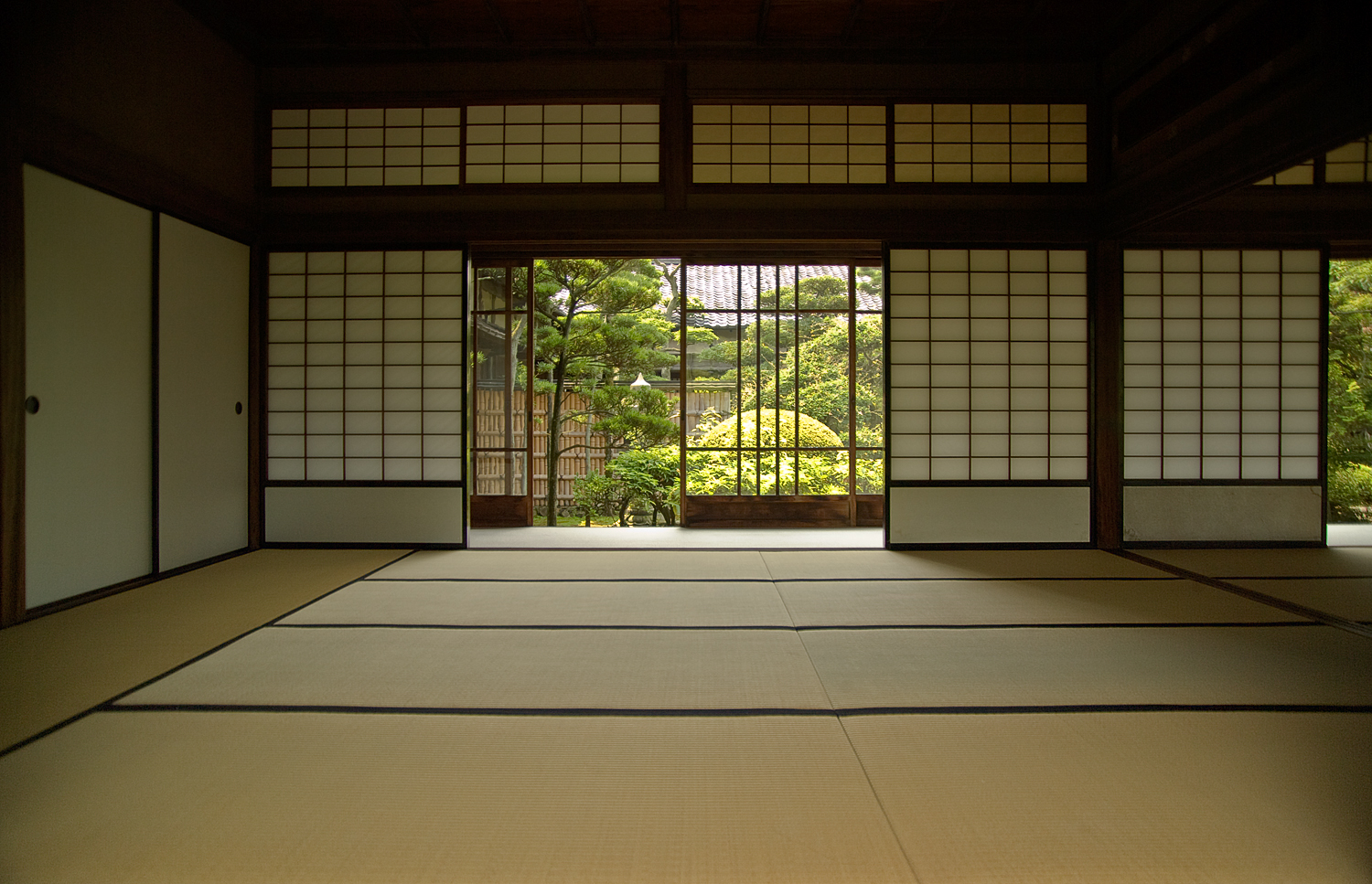
Ett japanskt rum.

Rum är i arkitekturen en abstrakt term för att beskriva en avgränsad yta som ger en känsla av inneslutenhet. Mer fysiskt sett är det en på olika sätt urskiljbar del av en byggnad, oftast avgränsad av innerväggar, men ibland även av markeringar i golvet genom olika material eller olika nivåer.

## Rum i en byggnad
Enligt svenska "Tekniska nomenklaturcentralen" betyder rum i ett hus eller en byggnad ett beträdbart utrymme, vilket är avgränsat genom golv, väggar och tak, till exempel bostadsrum. Det finns även andra benämningar för dylika utrymmen som gemak eller kammare.

### Olika typer av rum i en byggnad (urval)
- Hall, ett entréutrymme till en bostad eller en byggnad med stor volym, exempelvis en sporthall.
- Vardagsrum, ett stort rum avsett för umgänge, vanligtvis bostadens största rum.
- Sovrum, ett rum avsett för sömn, kallas också sängkammare.
- Badrum, ett rum där man sköter sin personliga hygien.
- Arbetsrum, ett rum som enbart används för arbete. Man skiljer mellan arbetsrum i en särskild lokal och arbetsrum i bostaden.[2]
- Hobbyrum, ett rum där man kan utöva sina hobbyer.
- Gästrum, ett rum i en bostad som tillfälligt kan nyttjas av en gäst.
- Sal, ett stort rum i en större bostad, herrgård eller slott, avsett för umgänge
- Salong, ett rum i en större bostad, herrgård eller slott, som bara används vid högtidliga tillfällen, exempelvis finrum.
- Förmak (från tyska Vorgemach), en mindre salong där man tog emot besökande.[3]
- Matsal eller matrum, ett rum som främst är avsett för servering och förtäring av måltider.
- Kammare, ett mindre rum, exempelvis i en stuga, nyttjas ibland som förråd.

## Yttre rum
Som yttre rum betecknas ett rum som i motsats till inre rummet inte är skyddat mot klimatpåverkan. Det yttre rummet är på sätt och vis förlängning av det arkitektoniska inre rummet och omfattar bland annat terrasser, trädgårdar, vägar, parker, lekplatser, torg och platser (jämför offentligt rum).